# Jala Brat
Jasmin Fazlić Jala conocido artísticamente como Jala o Jala Brat (n. Sarajevo, Bosnia y Herzegovina, 16 de octubre de 1986) es un rapero, compositor y productor musical bosnio.
Cuando era un adolescente se interesó por la música de género hip-hop y decidió dedicarse a ello como rapero.
Años más tarde desde el 2007, es uno de los fundadores y jefe del sello discográfico y estudio de grabación "Red Eye Vision" y además es miembro y cofundador del grupo bosnio de hip-hop "BluntBylon".
El sello y estudio fue fundado en el municipio de Vogošća, junto a Amar Hodžić, Buba Corelli y Agrez.
Y el grupo musical fue fundado en su ciudad natal "Sarajevo", también junto a sus demás componentes: Nihad Smajlović a.k.a. Smayla, Ermin Ali. a.k.a Era, Amer Alić a.k.a Gella, Adnan Pobuđanović a.k.a. Poba, Muris Osmic a.k.a Picasso, Dino Dizdarević a.k.a Drti Dzoni, Igor Buzov a.k.a. Igor y Mirel Simz. Su estilo es el Underground hip hop y comenzaron haciendo sus temas y subiéndolos a YouTube y tras el paso de dos años ya lograron saltar a la fama en todo el país. 
Junto a ellos y también en solitario ha sacado diversos discos, siendo el primero en 2011 un EP titulado "Replay", su primer álbum debut fue en 2012 "Riječ na riječ" y en ese mismo año sacó otro EP "Mahala ft. Shtela". Seguidamente en 2014 sacó el álbum "Pakt s Đavolom" junto al artista Buba Corelli y por el momento tiene otro en proceso titulado "Lice Ulice" junto a más temas que incluirá en próximos discos.
El 25 de noviembre de 2015, se anunció que, junto a Dalal Midhat, Deen y Ana Rucner, tras haber sidos elegidos mediante elección interna nacional por la compañía de radiodifusión Bosanskohercegovačka radiotelevizija (BHRT), representará a Bosnia y Herzegovina en el Festival de la Canción de Eurovisión 2016, que se celebrará en Estocolmo, Suecia. Son los primeros representantes de su país en Eurovisión tras una ausencia de tres años, tras Maya Sar en 2012.
En el festival europeo, participarán en la primera semifinal y la canción que interpretarán fue presentada el 19 de febrero de este mismo año, titulada "Ljubav je", la cual fue escrita por él y por el compositor Almir Ajanović.